# Vredekerk (Zoetermeer)

## Geschiedenis
De Vredekerk is een kerk in de wijk De Leyens in de Nederlandse stad Zoetermeer. Het gebouw werd ontworpen door architect J. Valk uit Soest en gebouwd door de firma De Lugt uit Vlaardingen. Het kerkgebouw werd in gebruik genomen op 23 mei 1980. Het orgel, dat pas een jaar later kwam, is een geheel mechanisch orgel met hoofd- en rugwerk (groot 26 stemmen) en werd gebouwd door de firma De Jongh uit Lisse.
De kerk is in gebruik bij de Gereformeerde Gemeente Zoetermeer.